# Jerry City
Jerry City és una població dels Estats Units a l'estat d'Ohio. Segons el cens del 2000 tenia 453 habitants.

## Demografia
Segons el cens del 2000, Jerry City tenia 453 habitants, 160 habitatges, i 124 famílies. La densitat de població era de 173,2 habitants per km².
Dels 160 habitatges en un 36,3% hi vivien nens de menys de 18 anys, en un 60% hi vivien parelles casades, en un 6,9% dones solteres, i en un 22,5% no eren unitats familiars. En el 19,4% dels habitatges hi vivien persones soles el 7,5% de les quals corresponia a persones de 65 anys o més que vivien soles. El nombre mitjà de persones vivint en cada habitatge era de 2,83 i el nombre mitjà de persones que vivien en cada família era de 3,17.
Per edats la població es repartia de la següent manera: un 28,5% tenia menys de 18 anys, un 8,8% entre 18 i 24, un 30,5% entre 25 i 44, un 23% de 45 a 60 i un 9,3% 65 anys o més.
L'edat mediana era de 33 anys. Per cada 100 dones de 18 o més anys hi havia 105,1 homes.
La renda mediana per habitatge era de 40.556 $ i la renda mediana per família de 46.667 $. Els homes tenien una renda mediana de 33.438 $ mentre que les dones 25.000 $. La renda per capita de la població era de 16.527 $. Aproximadament el 5,8% de les famílies i el 9,8% de la població estaven per davall del llindar de pobresa.

## Poblacions més properes
El següent diagrama mostra les poblacions més properes.